# 納瓦霍 (亞利桑那州)
納瓦霍（英語：Navajo）是位於美國亞利桑那州阿帕契縣的一個非建制地區。該地的面積和人口皆未知。

## 地理
納瓦霍的座標為35°07′27″N 109°32′17″W / 35.12417°N 109.53806°W，而該地的平均海拔高度為1730米（即5676英尺）。